# Mecognathidae
Mecognathidae zijn  een familie van mijten. Bij de familie zijn twee geslachten met circa zeven soorten ingedeeld.